# Hubertus Strughold
Hubertus Strughold (ur. 15 czerwca 1898 w Hamm, zm. 25 września 1986 w San Antonio – niemiecki zbrodniarz wojenny, narodowy socjalista, lekarz, prowadził prace naukowe z wpływu aeronautyki na organizm człowieka. 

## Życiorys
W 1942 roku zapoczątkował eksperymenty z podciśnieniem na dzieciach z padaczką w swoim berlińskim instytucie. 
W czasie II wojny światowej na Dolnym Śląsku prowadził zbrodnicze eksperymenty medyczne na ludziach. W procesie norymberskim udowodniono jego podwładnym przeprowadzanie badań na więźniach obozu koncentracyjnego w Dachau, których celem było badanie wytrzymałości ludzi na zamrożenie i próżnię, aż do śmierci więźnia włącznie. Sam Strughold wyparł się wszystkiego i nie zdołano mu nic udowodnić. Do USA sprowadzony został w ramach sprowadzenia ponad 700 innych naukowców nazistowskich (m.in. Wernhera von Brauna, operacja Paperclip). Zarówno program Apollo, jak i inne towarzyszące programy stanowiły sukces USA w badaniach naukowych, jednak użycie w tych programach doświadczeń i wiedzy wyniesionej z ludobójczych praktyk w niemieckich obozach koncentracyjnych ukrywano przez wiele lat w obawie przed opinią publiczną. Opracował skafandry kosmiczne dla astronautów Apollo. W 2006 jego nazwisko zostało usunięte z Międzynarodowej Komnaty Chwały Zdobywców Kosmosu w Muzeum Historii Kosmosu w Alamagordo, w Nowym Meksyku.
Był jednym z rozmówców Krzysztofa Kąkolewskiego w jego zbiorze wywiadów ze zbrodniarzami nazistowskimi Co u pana słychać? (1975).
W 1983 roku otrzymał Order Zasługi Republiki Federalnej Niemiec.